# Стерлітамак

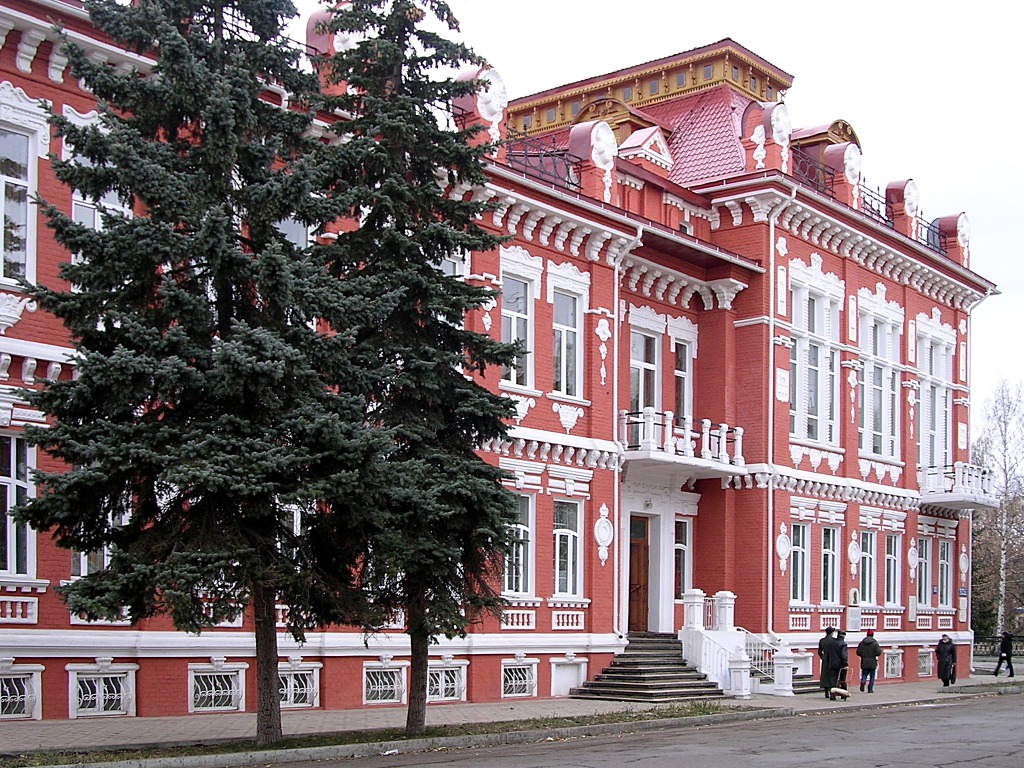
Будівля колишньої Земської Управи

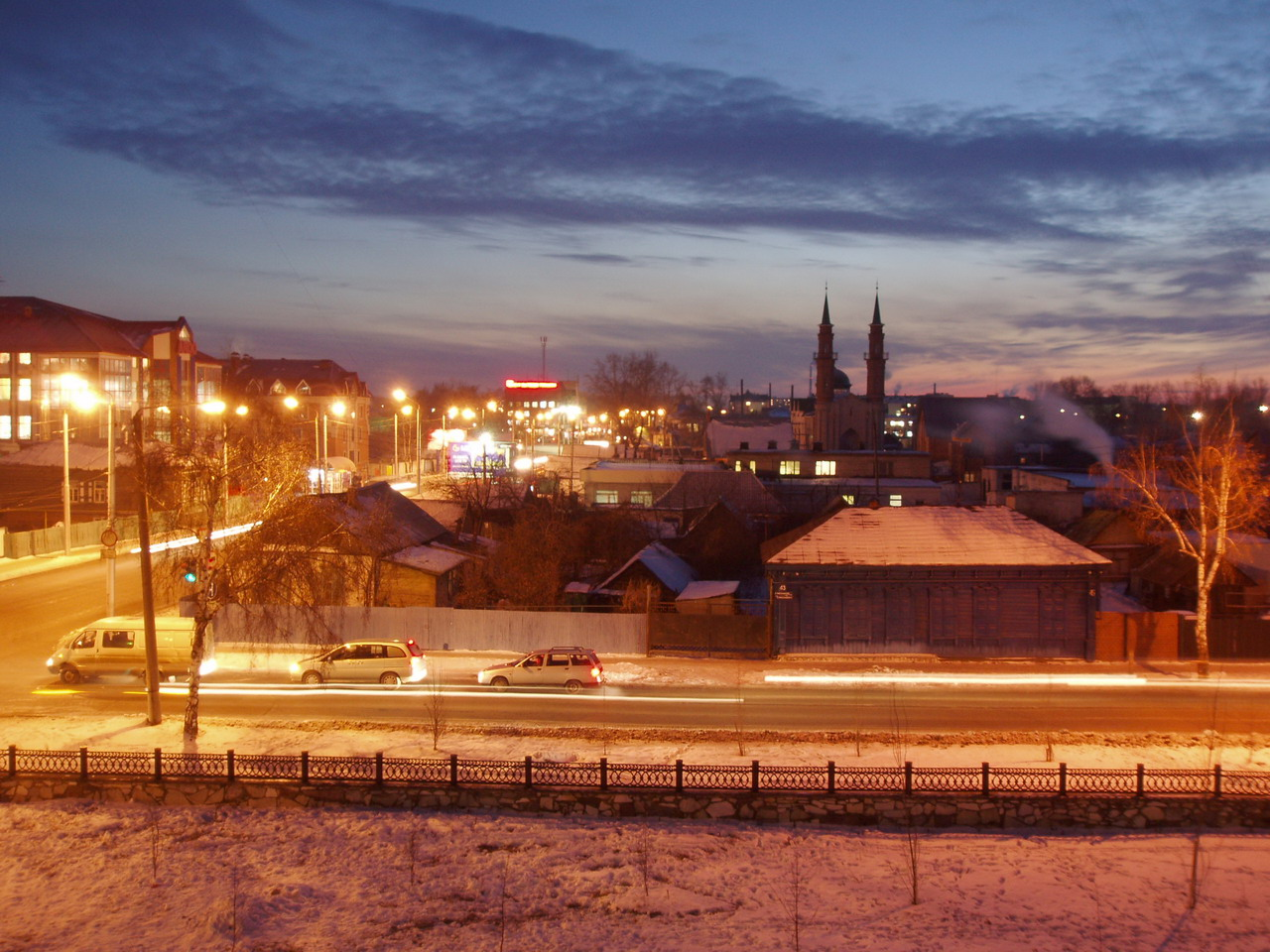
Стара частина міста зимового вечора

Стерлітама́к (рос. Стерлитама́к; башк. Стәрлетамак) — місто (з 1781 року), адміністративний центр Стерлітамацького району (не входить до його складу) та Стерлітамацького міського округу Республіки Башкортостан.
Місто розташоване на лівому березі річки Біла (притоки Ками), за 120 км від Уфи. Стерлітамак — великий центр хімічної промисловості і машинобудування. У місті діє автобусне і тролейбусне сполучення, маршрутні таксі і мережа приватних таксі. Місто є другим за чисельністю населення в республіці після столиці Башкортостану — Уфи.

## Історія
На початку XVIII-го століття на місці Стерлітамака була поштова станція, яка була частиною поштового шляху Уфа — Оренбург.
Російський купець Савва Тетюшев, за наказом імператриці Катерини II заснував соляну пристань на річці Ашкадар (рос. Ашкадарская пристань), яка у серпні 1766 року отримала статус населеного пункту з найменуванням «Стерлітамацька пристань».
Під час Пугачовського повстання Стерлітамацькою пристанню оволоділи повстанці, а згодом вона була спалена. Після відновлення пристань стає адміністративним центром Стерлітамацького повіту, через що в 1781 отримує статус міста.
До скасування кріпосного права найвпливовішими поміщиками були Льовашов (село Льовашовка, зараз у складі міста), Михайлів (Михайлівка, на місці нинішнього центру міста), Бєлоусов (хутір Бєлоусово, приватний сектор, з 2001 року входить до складу міста). У місті з'являються приватні підприємства і багато різних кустарних виробництв (шкіряне виробництво, борошномельний завод, виробництво горілки, пива). Після скасування кріпосного права місто збільшилось за площею і кількістю населення, з'явилися великі виробництва. У 1870 році у Стерлітамаці побудовані Управа району, Міська Дума.
Після Лютневої Революції Стерлітамацька Рада націоналізувала банк, телеграф і основні промислові підприємства міста. Декретом ВЦВК від 20 березня 1919 року було проголошено створення Автономної Башкирської Радянської Республіки (АРБР), а столицею автономії стало місто Стерлітамак. Пізніше, в 1922 році, столиця була перенесена до Уфи, оскільки радянський уряд планував перетворити Стерлітамак на промисловий центр.
У передвоєнні роки Стерлітамак нестримно розростався, головним чином завдяки укрупненню підприємств і будівництву нових. У 1922 році була запущена електростанція, в місті в повну силу запрацювали лісопилки, млини. На базі трьох заводів був створений шкіряно-смушковий завод, а лісопилки були об'єднані в один великий лісопильний завод.
У 1930 році був створений Стерлітамацький район (на той час в Стерлітамаці налічували 24 тис. мешканців), а на його території в 1932 році починається видобуток нафти. Поряд з родовищем на території Стерлітамацького району було створено ще 2 міста: за 21 км на південному сході — Ішимбай (поряд з родовищем), за 26 км на південь Салават (для обслуговування найбільшого нафтопереробного заводу — Салаватнафтооргсинтез). В цей час Ішимбай знаходиться на території Ішимбайського району. Одночасно з цим в Стерлітамак прокладається залізниця (здебільшого для вантажних перевезень) і в 1934 в місто прибув перший товарний потяг. У зв'язку зі всіма цими змінами чисельність міста до 1939 року зросла на 58 % і склала 37,9 тис. осіб.
У роки Другої Світової війни в Стерлітамак були евакуйовані промислові підприємства: содовий і цементний заводи, завод «Червоний пролетар», одеський верстатобудівний завод імені Леніна, Московська взуттєва фабрика, а також Державний Воронезький академічний театр драми імені О. Кольцова.
У 1952—1953 роках місто є адміністративним центром Стерлітамацької області.
У 1960 році в ньому збудована перша міська АТС.
У 1961 році була введена в експлуатацію перша тролейбусна лінія у Башкортостані. Основною причиною такого рішення став поганий екологічний стан, який спостерігався у місті до 1980-х років. За цей час Стерлітамак опинився у списку найзабрудненіших шкідливими викидами міст країни.
Через різке зростання робочих місць у місті у 1960-х було прийнято рішення про забудову Стерлітамака на схід, до річки Білої і спорудження об'їзної дороги для вантажного транспорту із заходу одразу для двох міст — Стерлітамака і Салавата. До 1984 року чисельність населення досягла 237,9 тис. осіб. У місті також будують найбільше лікарняне містечко на півдні Башкортостану, великі палаци культури (ПК заводу синтетичного каучуку, ПК хіміків), широкоформатний кінотеатр «Іскра».

## Географія

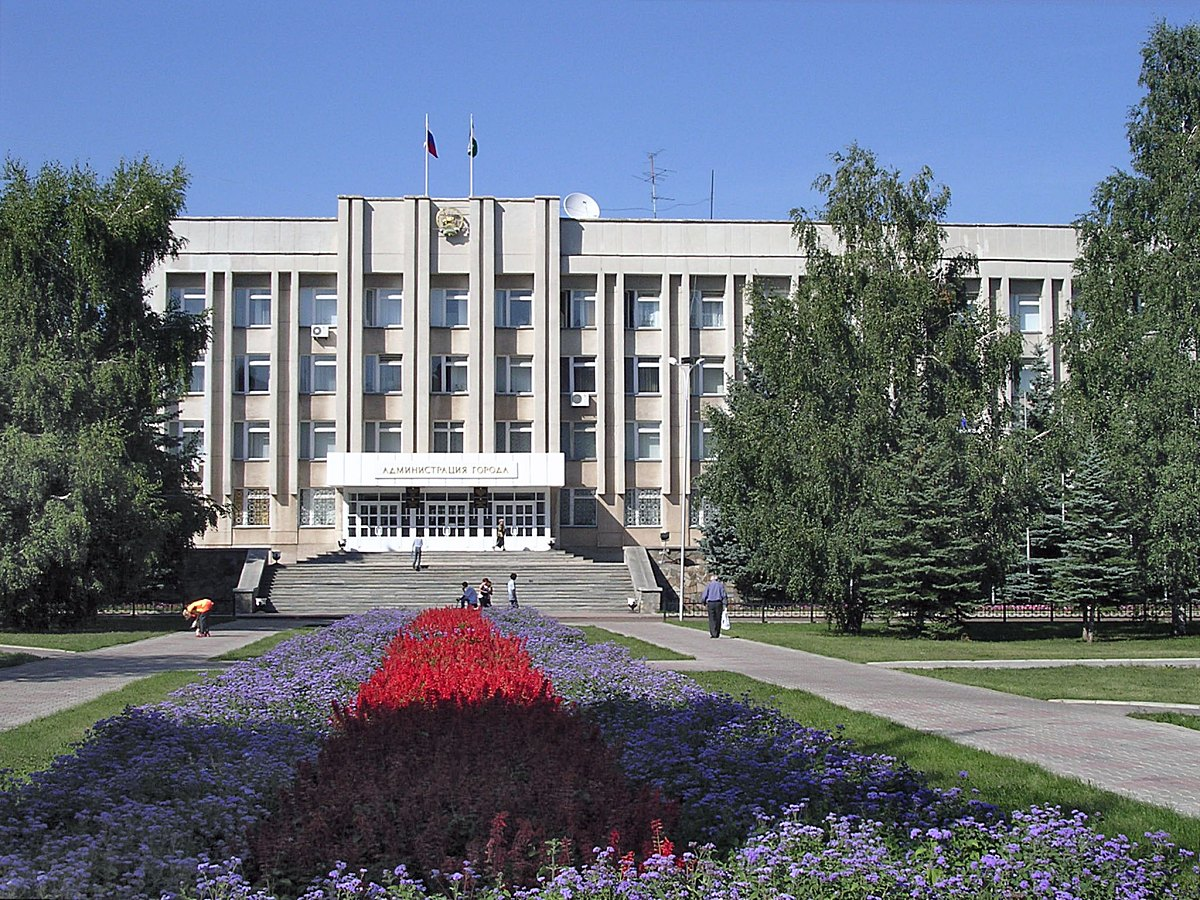
Будівля адміністрації міста

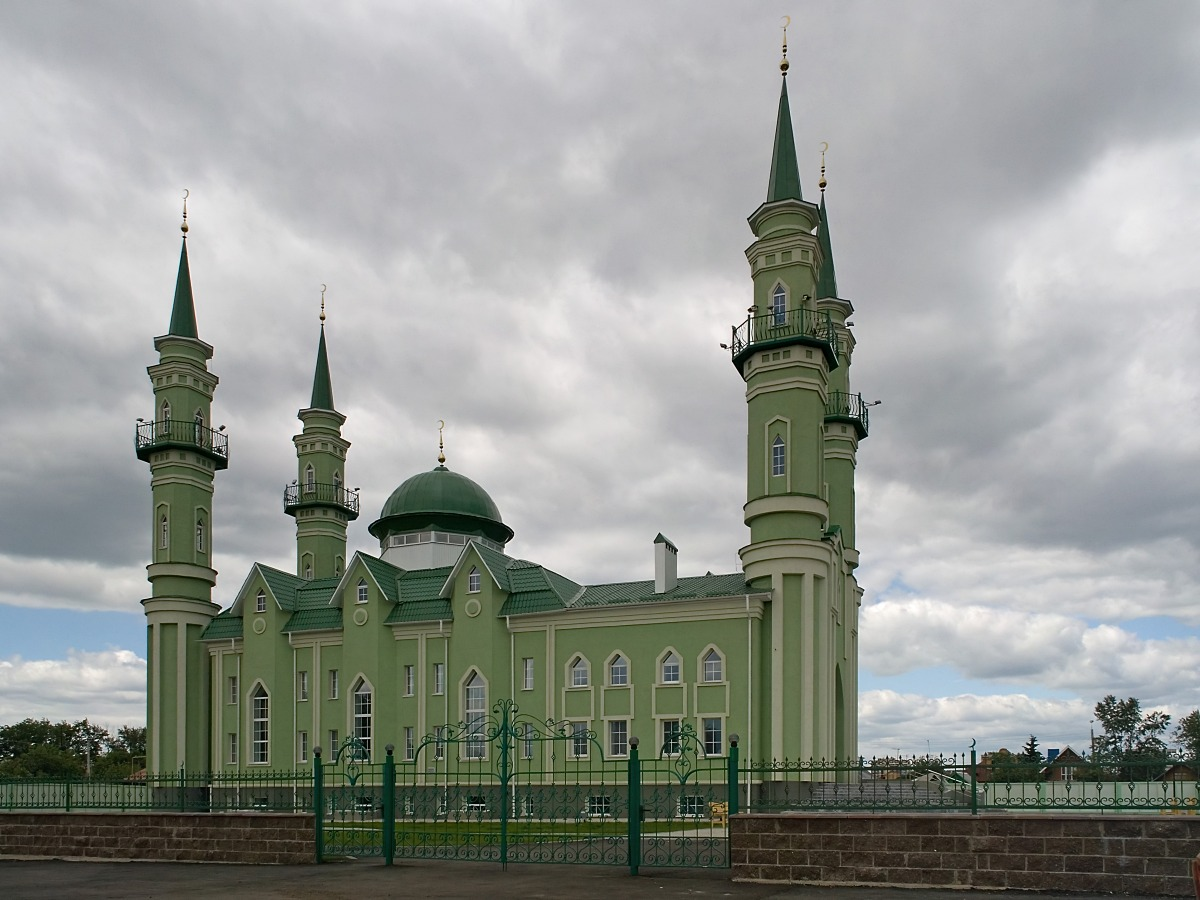
Мечеть

### Розташування
Стерлітамак знаходиться в європейській частині Росії, трохи південніше від географічного центру республіки Башкортостан, за 120 км від Уфи. На схід від міста (приблизно за 50 км) знаходяться Уральські гори, на заході починається Східноєвропейська рівнина. В околицях Стерлітамака (у долині річки Білої) знаходяться Шихани (Юрактау, Куштау, Шахтау, Тратау), які є унікальними геологічними пам'ятками природи. У районі гори Куштау діють дитячі оздоровчі табори, Стерлітамацький будинок відпочинку «Шихани», схилом гори проходить гірськолижна траса, обладнана підйомником.
Спочатку місто будувалося у межиріччі річок Ашкадар і Стерля (де зараз і знаходиться історичний центр міста, так зване «Старе місто»). Надалі Стерлітамак забудовувався переважно на захід і північ.
Найближчі великі населені пункти: Салават (26 км на південь), Ішимбай (21 км на південний схід).
Потрібно відзначити, що міста Стерлітамак, Салават і Ішимбай утворюють так звану циліндрову агломерацію з великим виробничим потенціалом і населенням близько 600 тис. осіб.
У центральній частині міста протікає річка Стерля, яка впадає в Ашкадар в східній частині. Через Стерлю у межах міста побудовано чотири автодорожніх мости (а також ще один будується) і один залізничний. У південно-східній частині Ашкадар відокремлює район Заашкадар'є від основної частини міста. Також на сході Стерлітамак межує з річкою Білою, яка є кордоном між Стерлітамацьким та Ішимбайським районами республіки. На півдні, в районі Машзавода, місто межує з річкою Ольховка (також є притокою Ашкадара).

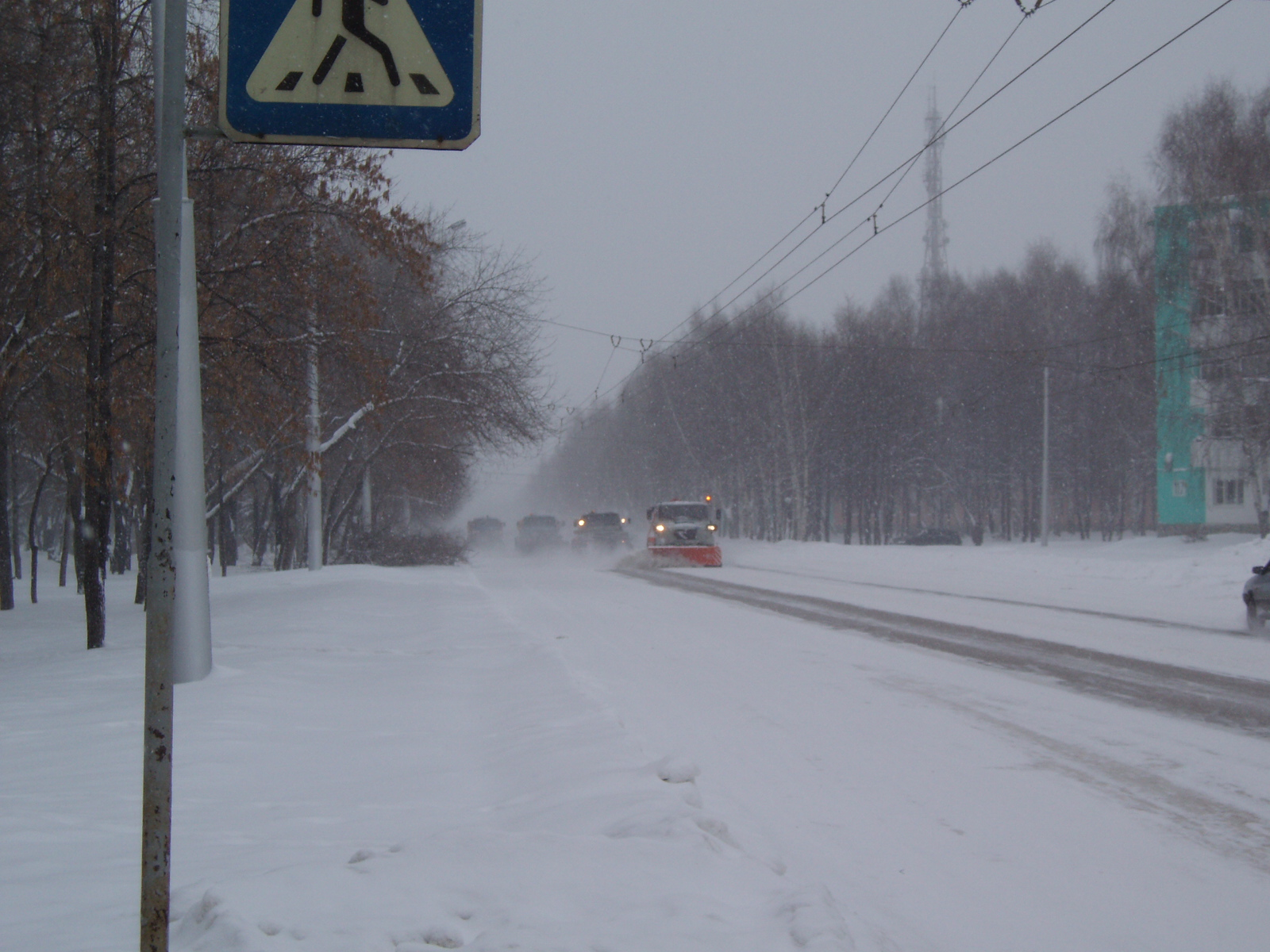
Робота дорожніх служб під час снігопаду

## Теперішній час

### Населення
Населення району становить 278127 осіб (2019, 273486 у 2010, 264362 у 2002).

### Інфраструктура
У місті в цей час діють 57 дитячих дошкільних установ, 28 шкіл, 6 гімназій, 3 ліцеї, 8 професійних училищ, 8 технікумів і коледжів, а також Стерлітамацька державна педагогічна академія, філія Уфімського державного нафтового технічного університету, Стерлитамакська філія Башкирського державного університету, Стерлітамакський інститут фізичної культури, філія Уральського державного університету фізичної культури, представництво Уфімського державного авіаційного технічного університету тощо.

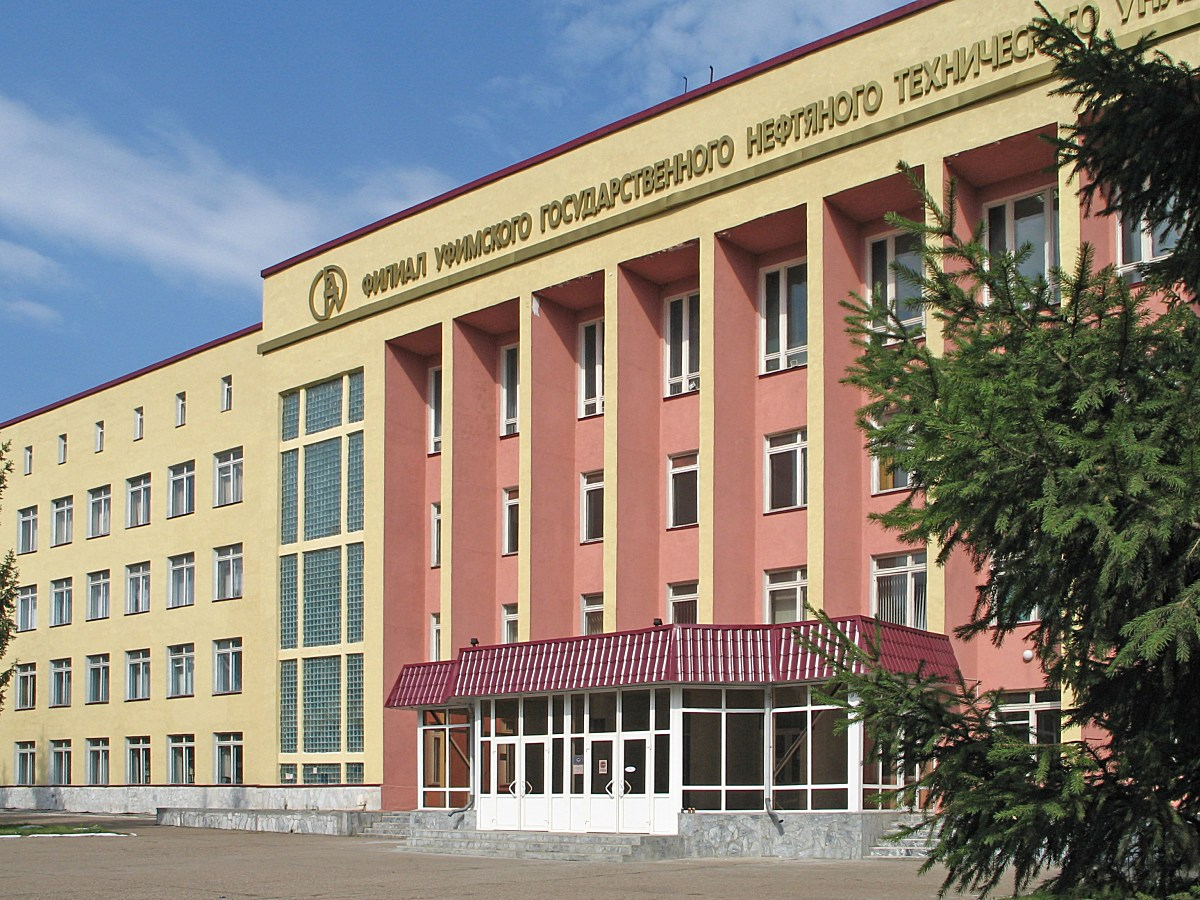
Стерлітамакська філія Уфимського державного нафтового технічного університету

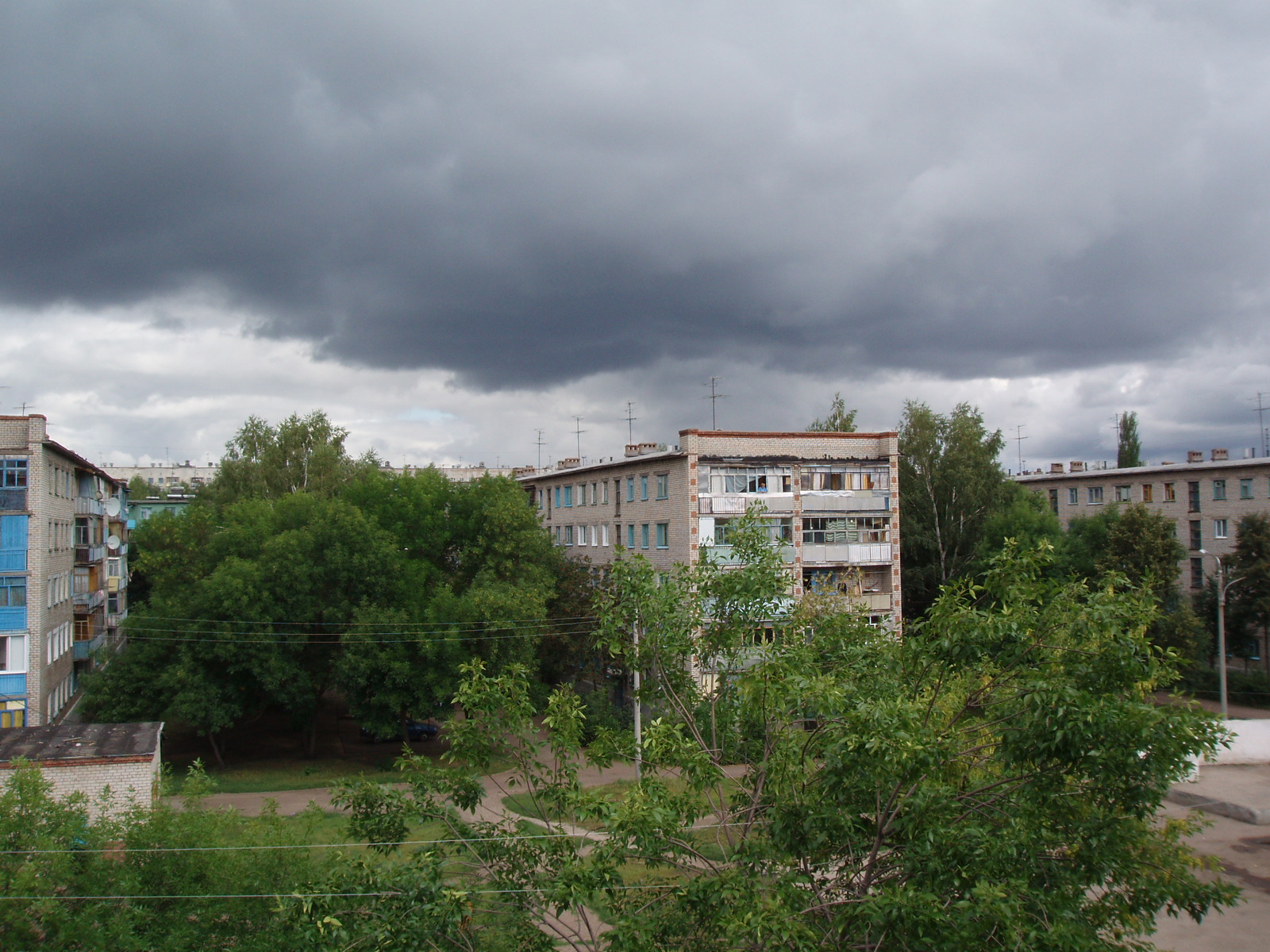
Результати озеленення Стерлітамака через 30 років

Стерлітамак станом на 1 січня 2002 року за забезпеченням телефонним зв'язком вийшов на перше місце в Башкортостані. За десять останніх років в Стерлітамаці побудовано 8 автоматичних телефонних станцій.
В цей час в місті діють шестизначні телефонні номери, що починаються на «2», «4» і на «3». Основними видами продукції, що зробили місто відомим у Росії та за її межами є синтетичні каучуки, пластифікатори, поліхлорвінілові смоли, сухі будівельні суміші, сода кальцинована, каустична і харчова, синтетичні мийні засоби, цемент, шифер, біла сажа, металоріжучі верстати, трубоукладачи, бульдозери, сваєбійне, нафтопромислове, бурове і геологорозвідувальне устаткування.
Останнім часом привабливість міста різко зросла, що вплинуло на темпи будівництва житла у місті (зараз щорічно вводиться 100 000 м² житла).
За 20 км від міста розташований аеропорт.

### Стан довкілля і благоустрій міста
У 70-х роках через поганий стан довкілля в місті у плані розвитку Стерлітамака з'явилися проекти з озеленення. Існувала навіть програма, за якою кожен школяр повинен був посадити дерево, і за словами колишнього мера Ахмєтова Спартака Галеївича, школяр, що посадив дерево в дитинстві, по-іншому відноситиметься до проблем забруднення міста у майбутньому.
У 1987 році були прийняті постанови Ради міністрів СРСР, які покликані були поліпшити екологічну обстановку в місті. У місті діє багато вартісних екологічних програм.
У 2007 році місту було присуджено звання «Найоблаштованіше місто Росії» серед міст з населенням до мільйона осіб. Всього за 15 років Стерлітамак зі списку найзабрудненіших міст перейшов у список найчистіших міст країни. Однією з причин настільки стрімкого поліпшення стану довкілля і упорядкованості стала стратегія адміністрації міста відносно основних промислових підприємств — за кожним з 17 найбільших заводів був «закріплений» район міста. Іншою причиною стала агітація за дотримання чистоти на вулицях, психологія мешканців міста, відповідальне відношення служб міста до своїх обов'язків.

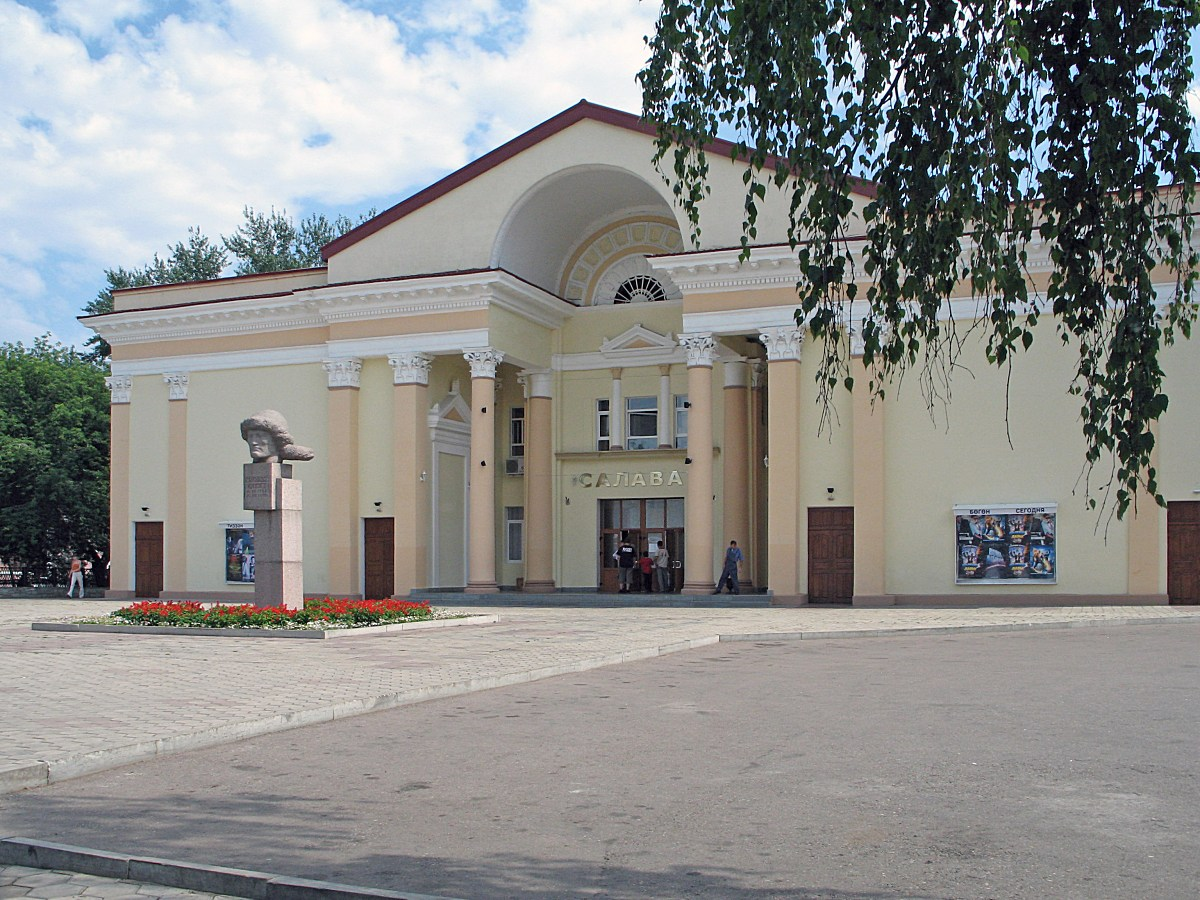
Кінокомплекс «Салават»

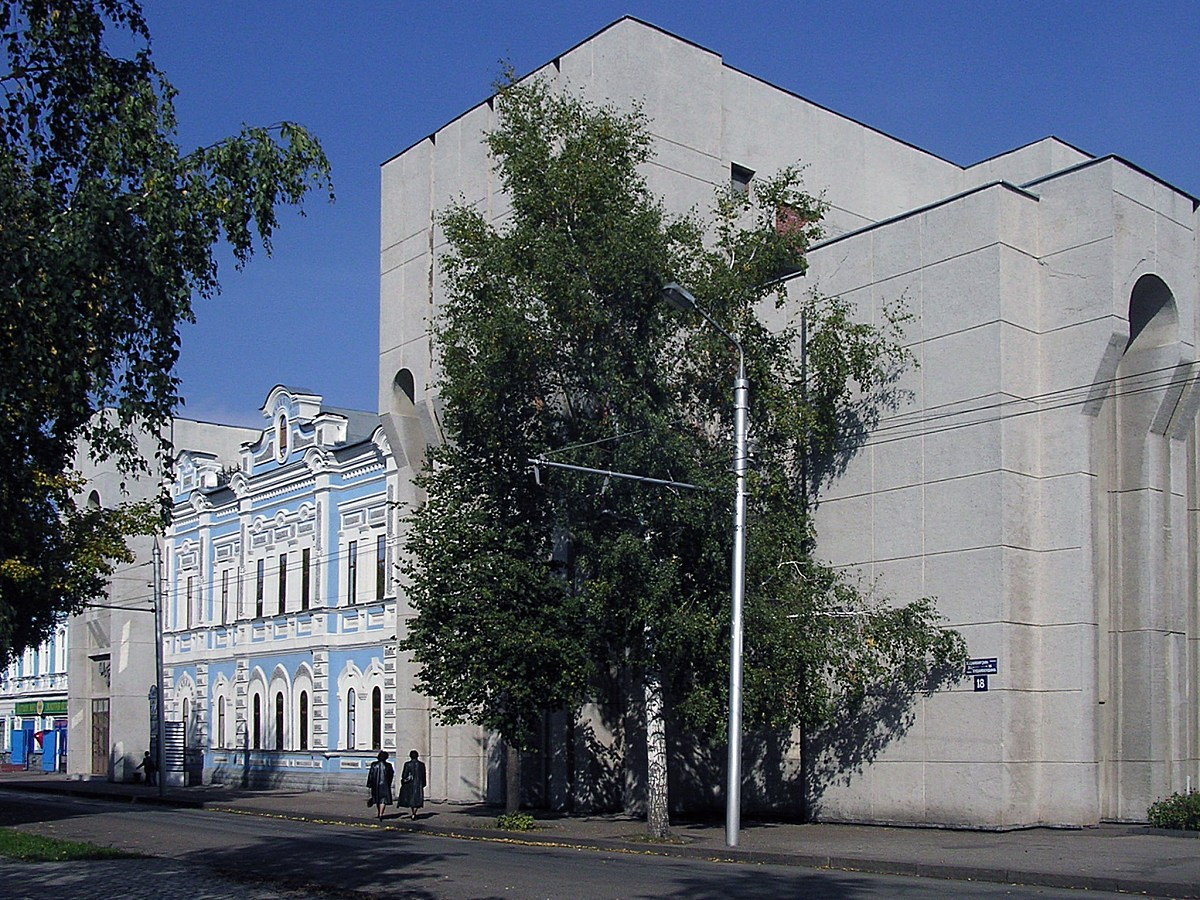
Російський драматичний театр

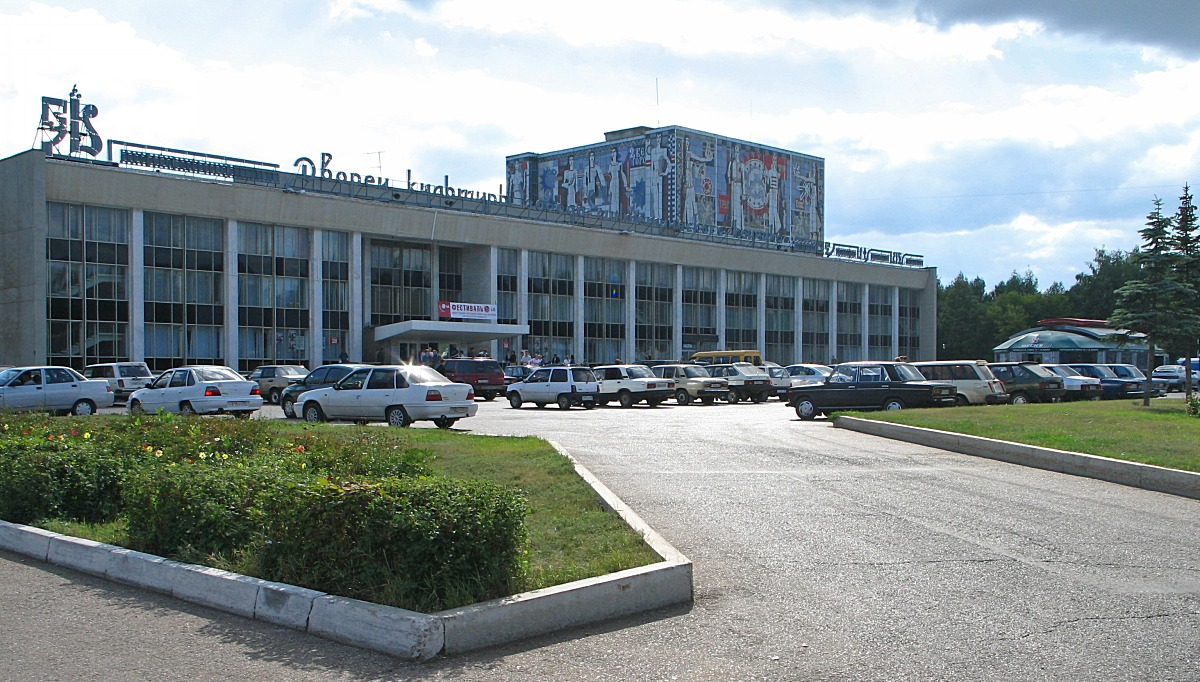
Палац культури ВАТ «Каучук» (найбільший в місті)

Середня заробітна плата становить близько 10 тис. рублів, на промислових підприємствах близько 12,5 тис.
Дані на 2005 рік: У місті функціонують 11 лікарень, на які приходиться 2700 лікарняних ліжок, а також 18 амбулаторно-поліклінічних установ. Число підприємств і організацій — 3 008. З великих спортивних споруд в Стерлітамаці на сьогодні діють 3 стадіони, 2 басейни (з довжиною доріжки 25 метрів).
У місті є історико-краєзнавчий музей, картинна галерея Башкирського державного художнього музею ім. М. В. Нестерова, «Театральне об'єднання м. Стерлітамак» (куди входять: Державний російський драматичний театр, Башкирський драматичний театр, Театр танцю), міська філармонія. Діють 3 кінотеатри («Іскра», кінокомплекс «Салават» з двома кінозалами, дитячий «Піонер»), 5 палаців і будинків культури, Палац піонерів і школярів імені О. П. Гайдара. Веде мовлення міська телерадіокомпанія.
До 2007 року в місті діяв професійний футбольний клуб «Содовик», який брав участь у першому дивізіоні Чемпіонату Росії з футболу. Згодом його фінансування було припинене і клуб був ліквідований.
На цей час йде будівництво льодового палацу (у 2006 будівництво було заморожено у зв'язку з недофінансуванням, але за останніми даними на будівництво були виділені кошти з республіканського бюджету).

## Транспорт

### Дороги

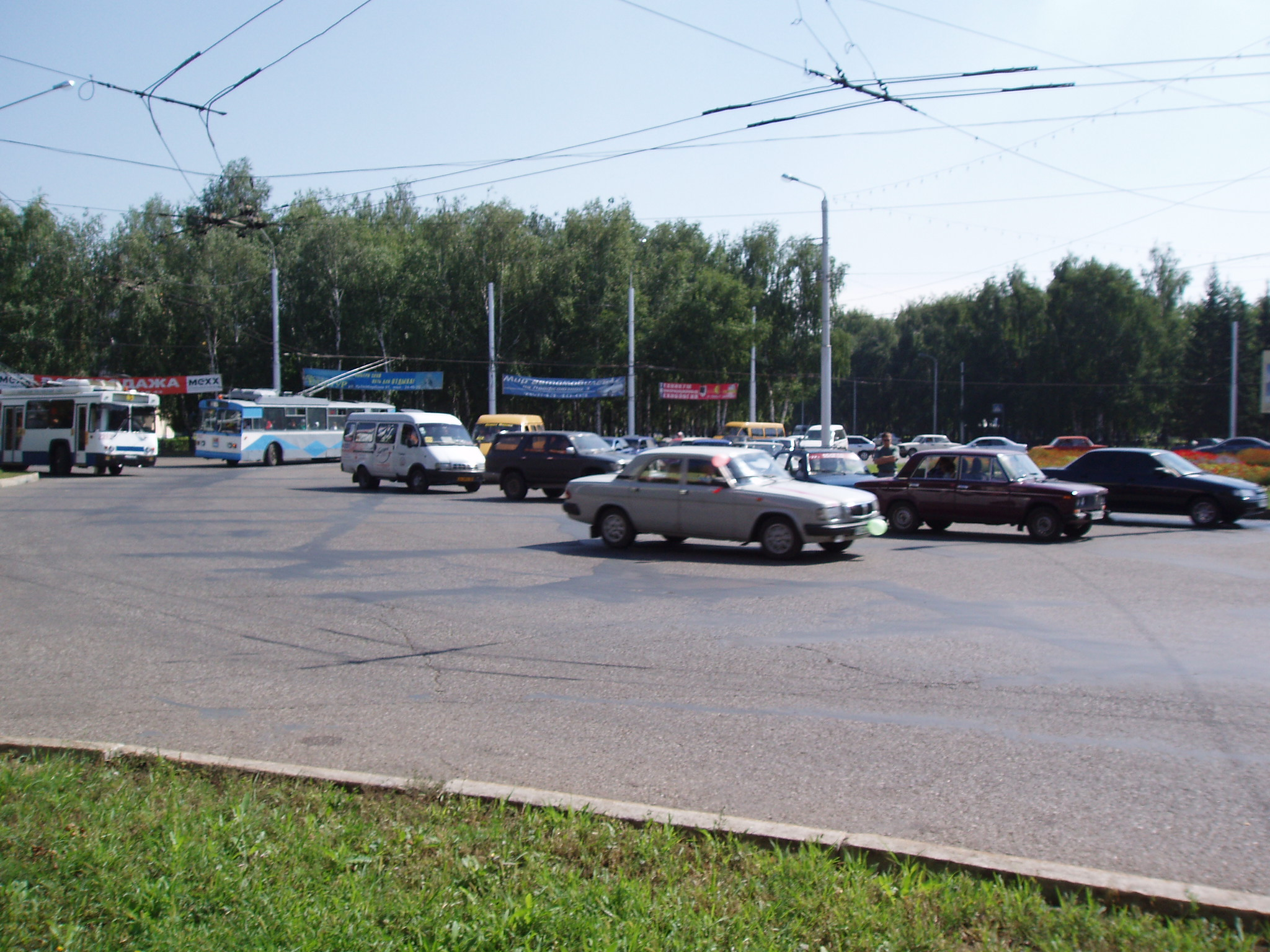
Кільце на перетині основних вулиць Стерлітамака

У Стерлітамаці зареєстровано 120 тисяч автомобілів (2008), тому велика увага у місті приділяється стану доріг. Головними вулицями міста є:
- проспект Леніна — від Уфимського тракту до «Вічного вогню»;
- вулиця Худайбердіна — від Раєвського тракту (Автовокзал) до річки Ашкадар;
- вулиця Миру — пов'язує район ВТС з центром міста;
- вулиця Комуністична, вулиця Артема, проспект Жовтня — зв'язують райони Південно-західний, Сонячний, Лікарняне містечко з центром міста.

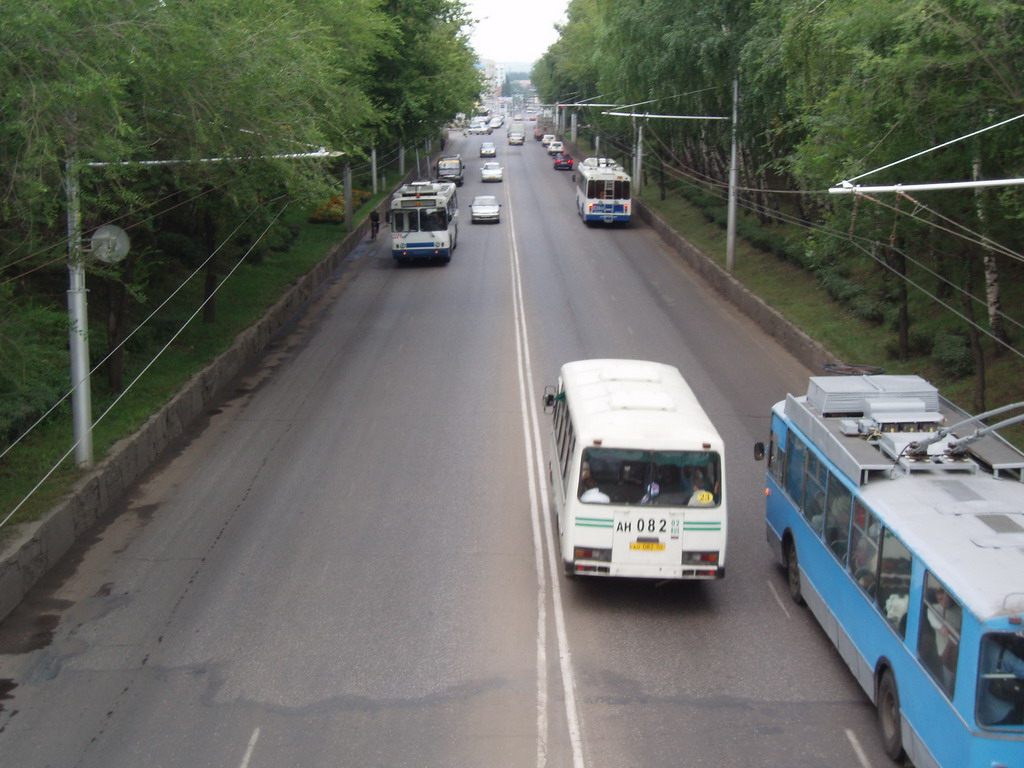
Фото з залізничного моста на вулицю Худайбердіна

У зв'язку з тим, що фактично єдиними вулицями, що зв'язує захід і схід міста, є вулиця Худайбердіна і вулиця Чорноморська, навантаження на ці вулиці за останні роки зросло дуже сильно — щодня на перехрестях з цими вулицями потік машин розтягується на кілометри (особливо на перехрестях: вул. Елеваторна і вулиця Худайбердіна, вулиця Худайбердіна і вул. Вокзальна, наземний переїзд через залізницю на вул. Салтикова-Щедріна). Тому було прийняте рішення про будівництво південної об'їзної дороги, яка, по-перше, розвантажить вул. Худайбердіна і, по-друге, поліпшить екологічну обстановку в місті. Але, на жаль, вже затверджений проект був заморожений у зв'язку з недостатністю коштів (був побудований лише основний проліт мосту через річку Стерля).
Із заходу місто огинає об'їзна автомобільна дорога, яка необхідна для пропуску транзитного автотранспорту, який рухається автодорогою Уфа — Оренбург, в обхід міст Стерлітамак і Салават.

### Громадський транспорт

#### Тролейбус
Основним суспільним транспортом у Стерлітамаці залишається тролейбус. Щодня для перевезення пасажирів на 19 основних маршрутах виходять 128 машин з 2-х тролейбусних депо, що перевозять до 300 тисяч мешканців, що становить близько 80 % перевезень громадським транспортом. Для Стерлітамака стало традицією проводити тролейбусні маршрути до новобудов, це і пояснює велику популярність тролейбуса у місті. Більшість тролейбусів були придбані у Башкирського тролейбусного заводу.

#### Автобус
Також у місті діє автобусне сполучення. Основні маршрути автобусів проходять головними вулицями міста і в більшості своїй повторюють тролейбусні маршрути, але поступаються за інтервалом руху. Автобусні перевезення здійснює Стерлітамацьке пасажирське автотранспортне підприємство МУП «Башавтотранс».

#### Інші види суспільного транспорту
Також у місті діють маршрутні таксі, які перевершують автобус і тролейбус за швидкістю і маневровістю (що стало вагомим, у зв'язку з корками, які почастішали, в місті). Маршрути проходять основними вулицями. Нововведенням стало те, що з 25 липня 2008 року у місті заборонено здійснювати пасажирські перевезення на мікроавтобусах марки «Газель».
Автомобільні перевезення також здійснюють кілька приватних підприємств таксомоторів міста.

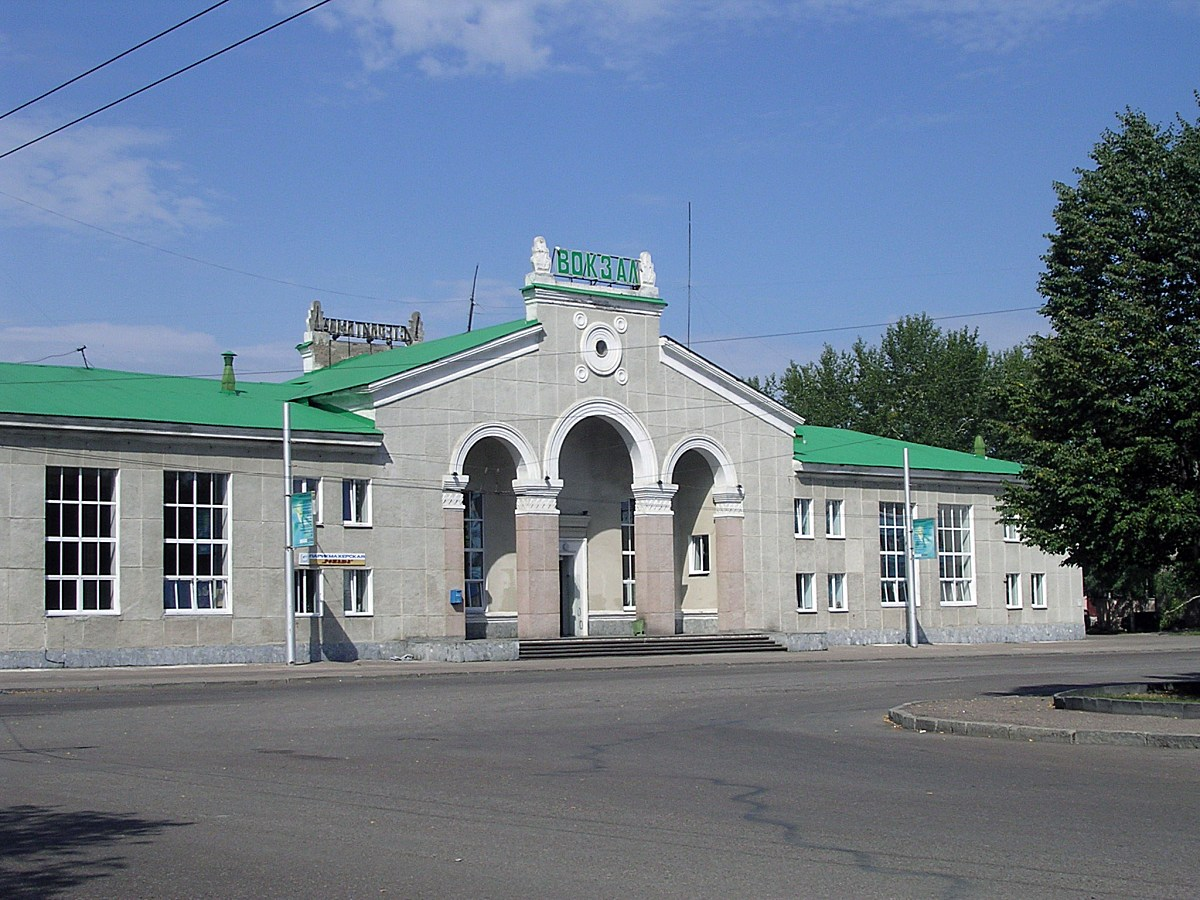
Залізничний вокзал

### Міжміське сполучення

#### Залізничний транспорт
У місті проходить неелектрифікована залізниця ділянки «Уфа—Оренбург», але не має попиту у пасажирів і використовується в основному для перевезення вантажів. Основний недолік залізничного транспорту на даному напрямі — дуже низька швидкість руху (дорога до Уфи займає приблизно 5 годин, для автобусів — 2,5-3 години). Це пов'язано з тим, що основна частина дороги проходить по одноколійній дорозі. Через станцію Стерлітамак проходять потяги:
- Кумертау — Стерлітамак — Москва (причіпний вагон для фірмового потягу Уфа — Москва)
- Уфа — Стерлітамак — Оренбург
- Уфа — Стерлітамак — Ташкент
- Стерлітамак — Салават (приміський дизельний потяг)

#### Автобус
Для міжміського сполучення з містом використовуються автобуси, що вирушають з автовокзалу і з Колгоспного ринку.
Основні маршрути вирушають з автовокзалу:
- Стерлітамак — Аеропорт — Уфа
- Стерлітамак — Оренбург
- Стерлітамак — Єкатеринбург
- Стерлітамак — Мелеуз
- Стерлітамак — Раєвський
- Стерлітамак — Набережні Челни

Основні маршрути вирушають з Центрального ринку:
- Стерлітамак — Салават
- Стерлітамак — Ішимбай

## Промисловість

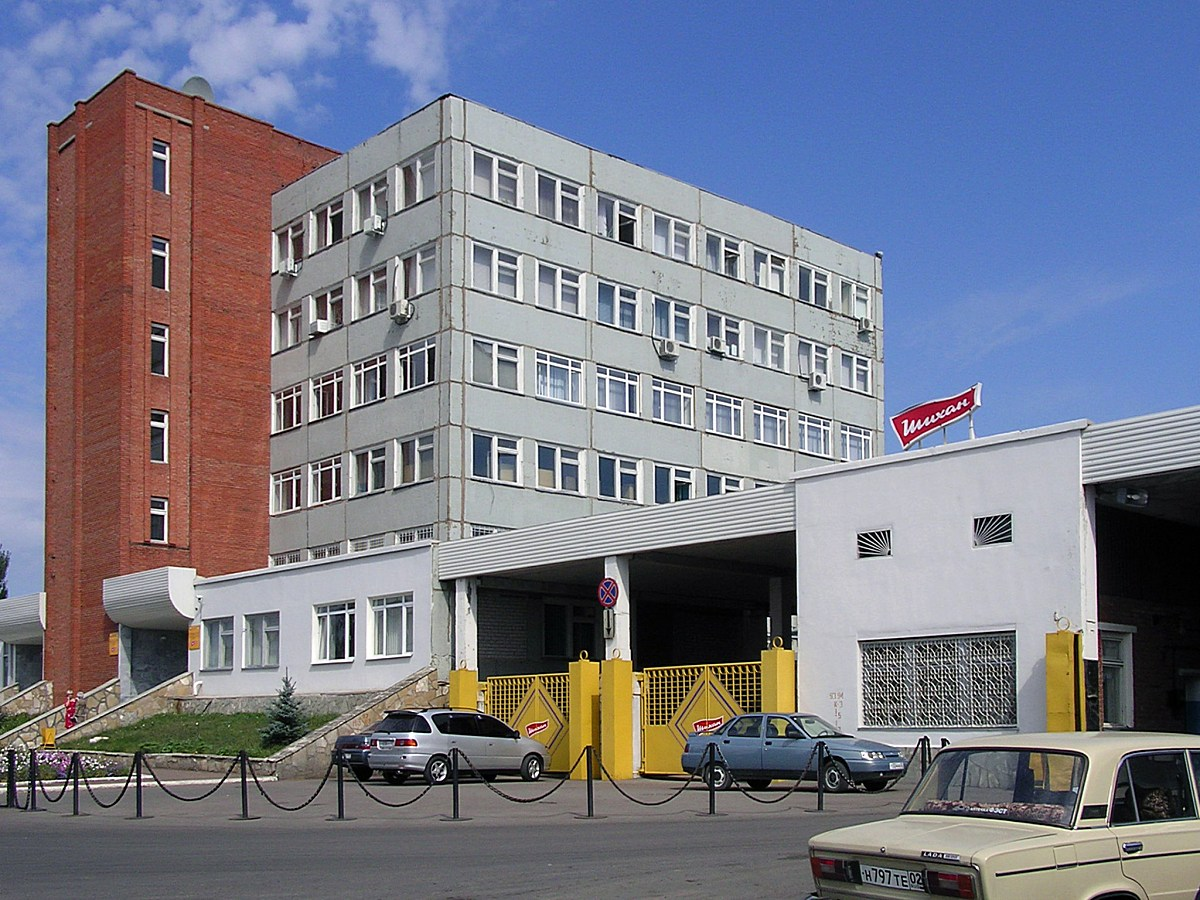
Пиво-безалкогольний комбінат «Шихан»

Економічний потенціал міста багато в чому визначають великі хімічні і нафтохімічні підприємства, такі як акціонерні товариства «Сода», «Каустик», «Синтез-каучук», нафтохімічний завод. Саме ці чотири містоутворюючі велетні закріпили за Стерлітамаком звання «міста великої хімії». Машинобудівна і верстатобудівельна галузь виробництва у місті представлені великими акціонерними товариствами: «Стерлітамацький верстатобудівельний завод», «Червоний пролетар», «Вагоноремонтний завод», «Завод Строймаш», концерн «Інмаш». Крім того, у місті працюють потужні підприємства будівничої галузі. Працюють будівельні організації, найбільше з яких — це ВАТ «Трест „Стерлітамакбуд“». Вельми широко представлена і харчова промисловість. Продукція комбінату «СТАЛК» (спирто-горілчане виробництво) і пивоварного заводу «Шихан» відома і популярна не лише у республіці, але і в багатьох сусідніх регіонах Росії.
Обсяг відвантажених товарів власного виробництва, виконаних робіт і послуг власними силами з переробного виробництва за 2006 рік склав 39,32 млрд рублів.

### Хімічна промисловість і машинобудування
- ЗАТ «Урал-Моторс»
- ВАТ «Каустик»
- ВАТ «Сода»
- ВАТ «Синтез-каучук»
- ЗАТ «Стерлітамацький нафтохімічний завод»
- ФГПУ «Авангард»
- АОзТ «Стерлітамацький верстатобудівний завод ім. Леніна»
- ВАТ «Червоний пролетар»
- ВАТ «Стерлітамацький завод будівельних машин»
- ВАТ Концерн «Інмаш»
- ВАТ «Стерлітамацький машинобудівний завод»
- Стерлітамакський залізобетонний завод
- ТОВ «Стерлітамацький завод каталізаторів»

### Житлове господарство, транспорт і легка промисловість
- МУП «Теплові мережі»
- МУП «Міжрайкомунводоканал»
- МУП «Стерлітамацьке тролейбусне управління»
- Стерлітамацький шкіряно-взуттєвий комбінат
- АТ «Стерлітамацька швацька фабрика»
- Меблевий комбінат

### Харчова промисловість
- Стерлітамацький спирто-горілчаний комбінат «СТАЛК» — філія ВАТ «Башспирт»
- ВАТ пивобезалкогольний комбінат «Шихан» (належить компанії «Гейнекен»)
- ВАТ «Стерлітамацький молочний комбінат»

## Відомі люди
В місті народились:
- Сулейманов Рустем Саліхович (* 1977) — башкирський диригент
- Шумейко Григорій Григорович — Герой Радянського Союзу